# Wahlen zum Senat der Vereinigten Staaten 1974
Die Wahlen zum Senat der Vereinigten Staaten 1974 zum 94. Kongress der Vereinigten Staaten fanden am 5. November statt. Sie waren Teil der Wahlen in den Vereinigten Staaten an diesem Tag, den Halbzeitwahlen (engl. midterm election) in der Mitte von Präsident Richard Nixons zweiter Amtszeit. Nixon war jedoch im August wegen der Watergate-Affäre zurückgetreten, anschließend hatte ihn sein Nachfolger Gerald Ford begnadigt, was neben wirtschaftlichen Problemen im Gefolge der Ölpreiskrise von 1973 zu starken Verlusten der Republikaner führte.
Zur Wahl standen die 34 Sitze der Klasse III, Nachwahlen für vorzeitig aus dem Amt geschiedene Senatoren fanden keine statt. 20 dieser Senatoren gehörten der Demokratischen Partei an, 14 den Republikanern. 23 Amtsinhaber konnten ihren Sitz verteidigen, 15 Demokraten und 8 Republikaner. Die Demokraten gewannen 4 Sitze von den Republikanern, die Republikaner einen von den Demokraten. In New Hampshire wurde die Wahl angefochten, dieser bisher republikanische Sitz blieb daher zunächst unbesetzt. Damit konnten die Demokraten ihre Mehrheit im Senat von 57 auf 60 Sitze ausbauen, während die Republikaner von 41 auf 37 fielen. Der Senatssitz der Konservativen und der unabhängige Senator hatten nicht zur Wahl gestanden.
In New Hampshire wurde die sehr knapp ausgegangene Wahl angefochten, was sich ohne Ergebnis bis Juli 1975 hinzog (siehe unten). In einer Nachwahl gewann der demokratische Kandidat John A. Durkin im September den bisher republikanischen Sitz. Damit hatten die Demokraten 61 Sitze.
Zu Veränderungen nach der Wahl siehe auch Liste der Mitglieder des Senats im 94. Kongress der Vereinigten Staaten.

## Ergebnisse
Die Gewinner dieser Wahlen wurden am 3. Januar 1975 in den Senat aufgenommen, also bei Zusammentritt des 94. Kongresses. Alle Sitze dieser Senatoren gehören zur Klasse III.
| Staat          | Amtierender Senator  | Partei       | Ergebnis                   | Neuer Senator        |
| -------------- | -------------------- | ------------ | -------------------------- | -------------------- |
| Alabama        | James Browning Allen | Demokrat     | wiedergewählt              | James Browning Allen |
| Alaska         | Mike Gravel          | Demokrat     | wiedergewählt              | Mike Gravel          |
| Arizona        | Barry Goldwater      | Republikaner | wiedergewählt              | Barry Goldwater      |
| Arkansas       | J. William Fulbright | Demokrat     | von Demokraten gehalten    | Dale Bumpers         |
| Colorado       | Peter H. Dominick    | Republikaner | Zugewinn Demokraten        | Gary Hart            |
| Connecticut    | Abraham A. Ribicoff  | Demokrat     | wiedergewählt              | Abraham A. Ribicoff  |
| Florida        | Edward Gurney        | Republikaner | Zugewinn Demokraten        | Richard Stone        |
| Georgia        | Herman Talmadge      | Demokrat     | wiedergewählt              | Herman Talmadge      |
| Hawaii         | Daniel Inouye        | Demokrat     | wiedergewählt              | Daniel Inouye        |
| Idaho          | Frank Church         | Demokrat     | wiedergewählt              | Frank Church         |
| Illinois       | Adlai Stevenson      | Demokrat     | wiedergewählt              | Adlai Stevenson      |
| Indiana        | Birch Bayh           | Demokrat     | wiedergewählt              | Birch Bayh           |
| Iowa           | Harold Hughes        | Demokrat     | von Demokraten gehalten    | John Culver          |
| Kalifornien    | Alan Cranston        | Demokrat     | wiedergewählt              | Alan Cranston        |
| Kansas         | Bob Dole             | Republikaner | wiedergewählt              | Bob Dole             |
| Kentucky       | Marlow Cook          | Republikaner | Zugewinn Demokraten        | Wendell Ford         |
| Louisiana      | Russell B. Long      | Demokrat     | wiedergewählt              | Russell B. Long      |
| Maryland       | Charles Mathias      | Republikaner | wiedergewählt              | Charles Mathias      |
| Missouri       | Thomas Eagleton      | Demokrat     | wiedergewählt              | Thomas Eagleton      |
| Nevada         | Alan Bible           | Demokrat     | Zugewinn Republikaner      | Paul Laxalt          |
| New Hampshire  | Norris Cotton        | Republikaner | Wahlanfechtung             | vakant               |
| New York       | Jacob K. Javits      | Republikaner | wiedergewählt              | Jacob K. Javits      |
| North Carolina | Sam Ervin            | Demokrat     | von Demokraten gehalten    | Robert Burren Morgan |
| North Dakota   | Milton Young         | Republikaner | wiedergewählt              | Milton Young         |
| Ohio           | Howard Metzenbaum    | Demokrat     | von Demokraten gehalten    | John Glenn           |
| Oklahoma       | Henry Bellmon        | Republikaner | wiedergewählt              | Henry Bellmon        |
| Oregon         | Bob Packwood         | Republikaner | wiedergewählt              | Bob Packwood         |
| Pennsylvania   | Richard Schweiker    | Republikaner | wiedergewählt              | Richard Schweiker    |
| South Carolina | Fritz Hollings       | Demokrat     | wiedergewählt              | Fritz Hollings       |
| South Dakota   | George McGovern      | Demokrat     | wiedergewählt              | George McGovern      |
| Utah           | Wallace F. Bennett   | Republikaner | von Republikanern gehalten | Jake Garn            |
| Vermont        | George Aiken         | Republikaner | Zugewinn Demokraten        | Patrick Leahy        |
| Washington     | Warren G. Magnuson   | Demokrat     | wiedergewählt              | Warren G. Magnuson   |
| Wisconsin      | Gaylord Nelson       | Demokrat     | wiedergewählt              | Gaylord Nelson       |

- wiedergewählt: ein gewählter Amtsinhaber wurde wiedergewählt.

## Bundesstaaten

### New Hampshire
In New Hampshire war die Wahl extrem knapp ausgegangen. Nach der ersten Auszählung der Stimmen hatten der Republikaner Louis C. Wyman und der Demokrat John A. Durkin jeweils 49,7 % der Stimmen erhalten, mit 355 Stimmen Vorsprung für Wyman. Durkin verlangte eine neue Stimmenauszählung, diese ergab eine Mehrheit von 10 Stimmen für ihn. Daraufhin verlangte Wyman eine erneute Auszählung, nach der er 2 Stimmen mehr hatte als Durkin. Am 31. Dezember 1974 trat der bisherige Senator Norris Cotton zurück, um Wyman eine höhere Seniorität zukommen zu lassen, ein Verfahren, das in den USA häufig angewandt wird. Gouverneur Meldrim Thomson ernannte Wyman daraufhin für die restlichen drei Tage der Amtszeit von Cotton zum Senator.
Durkin focht die Wahl daraufhin vor dem Senat an, der nach der Verfassung das letzte Wort bezüglich der Wahl seiner Mitglieder hat. Im United States Senate Committee on Rules and Administration kam es zu einem Patt, der Fall ging mehrfach zwischen dem Committee und dem ganzen Senat hin und her. Als die Gefahr bestand, dass sich die Blockade über die Sommerpause hinaus ziehen könnte, forderte die Washington Post im Juli Wyman und Durkin auf, sich irgendwie zu einigen. Daraufhin schlug Wyman eine Wiederholung der Wahl vor, was Durkin nach einer ersten Ablehnung akzeptierte.
Der Senat erklärte den Sitz mit Wirkung vom 8. Juli vakant, Gouverneur Thomson ernannte Norris Cotton für die Zeit bis zur Wahl zum Senator. Die Wahl fand am 16. September statt. Bei deutlich höherer Wahlbeteiligung gewann Durkin mit 53,6 % gegen Wyman, der 43 % der Stimmen erhielt, sein absoluter Vorsprung betrug mehr als 27000 Stimmen.